# 唐人街戰士
《唐人街戰士》（英語：Warrior），是一部美國動作電視劇，由李香凝和林詣彬擔任執行製作人，於2019年4月5日在Cinemax首播。本劇是改編自李小龍創作的原創概念。
強納森·崔普爾被揀選為本劇的節目統籌。
2019年4月，Cinemax續訂第二季，於2020年10月2日播放。
2021年4月，宣布續訂第三季，而且會移至HBO Max播放。
2023年4月，官方釋出前導預告，將於6月29日在新的播放平台Max上線。

## 劇情
故事設定在1870年代後期發生堂口之戰時的加州三藩市。主角阿山是一名武術奇才，他從中國移民至三藩市，為了尋找他的妹妹，卻被賣給了唐人街最强大的堂口幫派之一——和威堂。

## 演員

### 主要
- 安德魯·小路 飾 阿山（Ah Sahm）
- 鄭啟蕙（英语：Olivia Cheng (Canadian actress)） 飾 阿苔（英语：Ah Toy）
- 杜俊緯（英语：Jason Tobin） 飾 勇駿（Young Jun）
- 黛安妮·尹（英语：Dianne Doan） 飾 美玲（Mai Ling）
- 克瑞恩·比尤（英语：Kieran Bew） 飾 大比爾·奧海拉警官（"Big Bill" O'Hara）
- 迪安·賈格爾（Dean Jagger） 飾 狄倫·李瑞（Dylan Leary）
- 瓊安娜·范德漢姆 飾 潘妮·布雷克（Penelope Blake）
- 湯姆·威斯頓-瓊斯（英语：Tom Weston-Jones） 飾 理查·亨利·李伊（Richard Henry Lee）
- 李勛（英语：Hoon Lee） 飾 王鈔（Wang Chao）
- 朗利·柯克伍德 飾 華特·巴克利（Walter Buckley）
- 克里斯蒂安·麥凱（英语：Christian McKay） 飾 山謬·布雷克市長（Samuel Blake）
- 翁海華（Perry Yung） 飾 駿爺（Father Jun）
- 喬·塔斯利姆 飾 李勇（Li Yong）
- 阮春智 飾 阿勁（Zing）（第2季；第1季常設角色）
- 席琳·巴肯思（英语：Céline Buckens） 飾 蘇菲·墨塞（Sophie Mercer）（第2季）
- 米蘭達·雷森（英语：Miranda Raison） 飾 奈莉·達文波（Nellie Davenport）（第2季）
- 唐辰瀛 飾 康仔（Kong）（第2季）
- 瑪莉亞-艾琳娜·拉斯（英语：Maria-Elena Laas） 飾 蘿莎莉塔·薇佳（Rosalita Vega）（第2季）

## 集數
| 季數 | 集数 | 集数 | 首播日期      | 首播日期      | 首播日期 |
| 季數 | 集数 | 集数 | 首映          | 季终          | 电视网   |
| ---- | ---- | ---- | ------------- | ------------- | -------- |
| 1    | 10   | 10   | 2019年4月5日  | 2019年6月7日  | Cinemax  |
| 2    | 10   | 10   | 2020年10月2日 | 2020年12月4日 | Cinemax  |
| 3    | 10   | 10   | 2023年6月29日 | 2023年        | Max      |

## 外部連結
- Warrior on Cinemax
- 互联网电影数据库（IMDb）上《Warrior》的资料（英文）
- 豆瓣电影上《唐人街戰士》的資料 （简体中文）